# 아관목

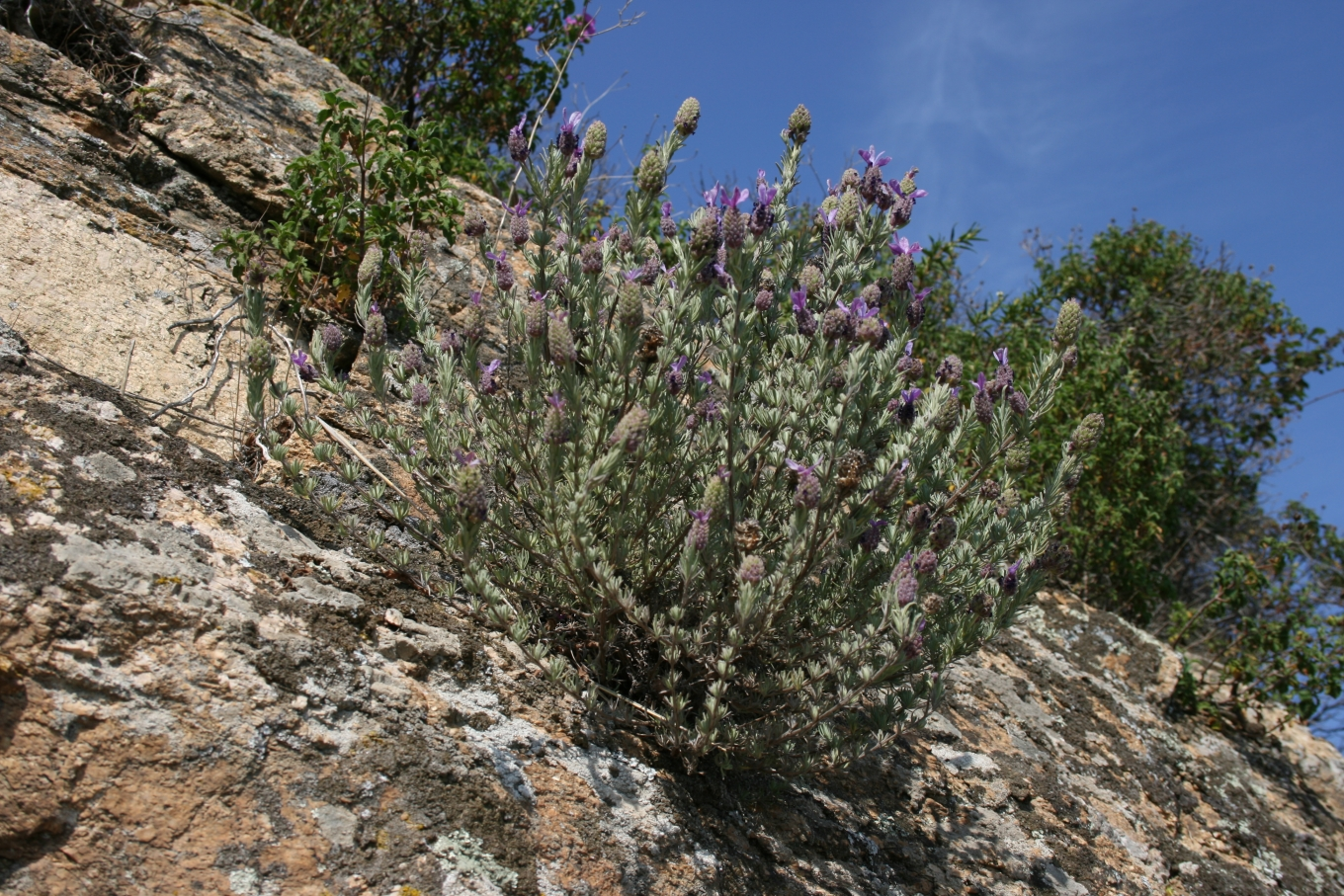
프랑스라벤더.

아관목(subshrub)은 관목보다도 키가 작은 목본식물이다.
정확한 분류학적 용어라기보다 그저 외형에 따른 지칭이기 때문에 아관목은 관목과 엄밀하게 구분되지 않는다. 대개 아관목은 뿌리와 줄기만 목본이고 잎이나 꽃이 달리는 가지 끝은 초본이다. 많은 아관목이 1년 중 특정 기간(보통 겨울)에만 목본식물이고 나머지 때에는 초본식물이 된다. 겨울에 목본이 되는 이유는 땅 근처의 순이 월동을 하기 위함이다.
아관목은 착잡한 환경의 지표식물이다. 아관목이 잘 자라는 환경으로는 다음과 같은 환경들이 있다.
- 척박한 토양이나 암석지대[1]
- 노출된 산악지대 또는 극지대와 같이 연중 바람이 불거나 기온이 한랭하여 새순이 얼어 죽을 수 있는 환경[2]
- 주기적으로 산불이 나는 생태계. 뱅크시아나 유칼립투스가 여기 해당한다. 이런 경우 대개 유주나 목질근을 발달시킨다.[3]
- 동물이 풀을 많이 뜯어먹거나 지나치게 많이 뜯어먹는 생태계. 알다브라땅거북의 먹이가 되어 공진화한 식물들이 그 예시다.[4]

## 같이 보기
- 관목
- 목본식물